# Sapiéncia
Sapiéncia o Sapiéncia occitana és una revista científica gratuïta d'Internet escrita íntegrament en occità.
Va néixer l'1 de setembre de 2016 i avui en dia ja té més de 1700 articles de ciència i història en occità, també llengua oficial de Catalunya.
El seu redactor en cap és el periodista Christian Andreu, que també n'és el fundador. Entre els seus membres de la redacció hi ha el matemàtic Joan Glaudi Babois (provençal), el romanista Michal Čukan (eslovac), el traductor Remèsi Boi (gascó) o l'historiadora de l'art Giuliana Mulas (sarda).

## Vincle extern
- Lloc web de Sapiéncia